# الإخوان المسلمون في السياسة الانتخابية في مصر في مرحلة ما بعد مبارك
بعد الثورة المصرية عام 2011م، أصبحت جماعة الإخوان المسلمين في مصر واحدة من القوى الرئيسية المتنافسة على السلطة السياسية في مصر ضد المجلس الأعلى للقوات المسلحة (SCAF)، والمراكز الأخرى الداعمة لنظام الرئيس المعزول محمد حسني مبارك.
أسفرت الانتخابات البرلمانية التي جرت في الفترة من تشرين الثاني/نوفمبر 2011م إلى كانون الثاني/يناير 2012م عن تمثيل برلماني مهيمن لحزب الحرية والعدالة وغيره من الأحزاب الإسلامية، فاز زعيم «الإخوان» محمد مرسي في الانتخابات الرئاسية التي تلت ذلك في يونيو/حزيران 2012م، وأصبح «مرسي» أول رئيس منتخب ديمقراطيًا وأول رئيس مدني لمصر.
وقد قام المجلس الأعلى بسلسلة من الخطوات الرامية إلى التقليل والحد من نفوذ «مرسي» وحرمانه من قاعدة سلطته المؤسسية المكتسبة حديثاً، وقد أُلغيت نتائج الإنتخابات البرلمانية في المحاكم، وفي بداية رئاسة مرسي، لم يتم حل العديد من القضايا الحاسمة، وكانت جماعة «الإخوان» تضع ردها وتعمل على وضع إستراتيجية لحماية مكاسبها الانتخابية، بعد أن وصلوا إلى السلطة كقوة ثورية، ولكن كونها براغماتية تاريخيًا ومحافظة معتدلة، لديهم الآن مصلحة أيضا في حماية الاستمرارية الدستورية والقانونية للدولة، أثار النجاح الانتخابي لجماعة «الإخوان المسلمين» شكوكاً بين قادة وفصائل الثورة المصرية الأخرى، وكذلك في الولايات المتحدة وأماكن أخرى.
وفي حزيران/يونيو 2012م، أنشأ البرلمان الجمعية التأسيسية لمصر، المكلفة بإعداد دستور جديد يتم إقراره في استفتاء، وأيد الدستور 63.8% من الناخبين في الاستفتاء الذي أجري في كانون الأول/ ديسمبر من ذلك العام.
وظلت مصر غير مستقرة إلى حد كبير، وجلبت الذكرى السنوية الثانية للثورة (كانون الثاني/يناير - شباط/فبراير 2013م) مظاهرات وعنف جماهيري متجدد في الشوارع، مع عدد من القتلى، وأسهم هذا في تعميق الأزمة الاقتصادية في البلد، وواجهت جماعة الإخوان المسلمين معارضة من بعض النشطاء الإعلاميين الذين ساعدوا في هزيمة نظام مبارك، وكذلك من القضاء والجيش، أعلن الرئيس مرسي حالة طوارئ محدودة، ولكن مصر كانت تُتجاوز بشكل متزايد من قبل «الفوضى والخروج على القانون».
وجرت مظاهرات جماهيرية جديدة في الذكرى السنوية الأولى للرئيس مرسي في منصبه (حزيران/ يونيو 2013م)، وطالب المتظاهرون باستقالته أو إقالته، رفض مرسي التنحي، لكن حكومته المنتخبة أُطيح بها في انقلاب عسكري قاده وزير الدفاع اللواء عبد الفتاح السيسي في 3 يوليو/ تموز 2013م، وبعد أسابيع من المظاهرات المتوترة المؤيدة لمرسي في القاهرة، أعلنت حالة الطوارئ وفرقت قوات الأمن التابعة للنظام الجديد المتظاهرين بعنف في 14 أغسطس/ آب.

## جماعة الإخوان المسلمين في مصر
خلال فترة رئاسة حسني مبارك طويلة الأمد، مرت جماعة الإخوان المسلمين بمراحل مختلفة من التطور والنشاط الاجتماعي والسياسي، وأصبحت مشاركاً رسمياً في العملية السياسية، كونها جماعة معارضة محظورة ومضطهدة، أو كليهما، خلال الفترة اللاحقة من حكم مبارك، تعرضت الحركة للاضطهاد بعدة طرق وتعرض المرشحون للمناصب المرتبطة بجماعة الإخوان المسلمين من قبل الحكومة والحزب الوطني الديمقراطي للتزوير الانتخابي، فقاطعت جماعة الإخوان المسلمين الجولة الثانية من الانتخابات البرلمانية لعام 2010، ومعها أحزاب المعارضة الأخرى.
في عهد الرئيس مبارك، شنت الحكومة عقوداً من الحرب النفسية ضد «الإخوان» وقدمت الإسلاميين كتهديد خطير للبلاد، مستخدمة لهم كمبرر لحكم الحزب الواحد المتشدد، وكثيراً ما سجنوا أعضاء الحركة.

## الإخوان المسلمون في الثورة المصرية
وانضم أعضاء جماعة الإخوان المسلمين إلى الاحتجاجات والمظاهرات التي بدأت في أواخر يناير/كانون الثاني 2011، لكن التنظيم ظل في البداية بعيداً عن الأنظار وامتنع عن السعي إلى لعب دور قيادي في الانتفاضة. وفي الوقت نفسه، فإن مشاركتها ودعمها، لكونهما أكبر قوة معارضة وأفضلها تنظيما، ضروريان لنجاح حركة المعارضة في نهاية المطاف، وكانت المطالب الأولية للمعارضة تتعلق أساساً بتنحية الرئيس مبارك ونظامه، الذي يُنظر إليه على أنه شرط مسبق لأي إصلاح ذي مغزى، وتولى «الإخوان» تدريجياً دوراً أكثر حزماً، وتوج ذلك بالبيان الذي أصدرته القيادة في أوائل شباط/فبراير2011، والذي سعى إلى الإطاحة بالنظام وتشكيل حكومة وحدة وطنية. [1] تخلى مبارك عن السلطة في 11 فبراير/شباط 2011.
تولى المجلس الأعلى للقوات المسلحة السلطة وسرعان ما انشغلت الجنرالات بضمان استمرار استقلالهم الذاتي ونفوذهم، وعُيّن القاضي طارق البشرى رئيساً للجنة، لإعداد دستور انتقالي، وقد أجري استفتاء على التعديلات الدستورية في (19 آذار/مارس)، وأعلن إعلان دستوري في (30 آذار/مارس)، وقد ألغى المجلس العسكري الذي يزداد حزما جوانب الاستفتاء التي تنطوي على القواعد المتعلقة بوضع دستور دائم جديد، واستمرت المظاهرات الجماهيرية في ميدان التحرير في القاهرة، مطالبين بالتفكيك الكامل للنظام القديم، وضمانات الحقوق الأساسية والبنية التحتية الديمقراطية قبل الانتخابات، والمحاكمات السريعة للمسؤولين المتهمين بقتل المتظاهرين؛ وجرت مظاهرات على سبيل المثال في (8 يوليو/تموز)، ونظمت مظاهرة إسلامية في (29 يوليو/تموز)، وقد غضبت جماعة الإخوان المسلمين من مقترحات النشطاء الليبراليين واهتمام الجنرالات بوضع الدستور المصري الجديد من قبل جمعية تأسيسية مرشحة، قبل الانتخابات العامة.
بعد أن أنشأت جماعة الإخوان حزب الحرية والعدالة لتمثيل وجهة نظره ومصالحه في العملية السياسية الجارية، شارك ناشطوه في التجمع الجماعي في ميدان التحرير في (18 نوفمبر/تشرين الثاني2011)، الموجه ضد المجلس الأعلى للقوات المسلحة، في السلطة، التي تتمتع بدرجة من الدعم الشعبي منذ الإطاحة بالرئيس مبارك، وشاركوا في مقترحات الحكومة لـ «المبادئ فوق الدستورية»، والقواعد المصممة لحماية الحريات المدنية، وأيضا لتعزيز دور الجيش وإعطاء محاكم عهد مبارك التي تتمتع بحق النقض (الفيتو) على الانتخابات البرلمانية.
وطالب المتظاهرون بالحكم المدني. هوجم الثوار في الميدان من قبل قوات الأمن في (19 نوفمبر/ تشرين الثاني)، وامتنعت جماعة الإخوان المسلمين، مع التركيز على الانتخابات البرلمانية المقبلة وعدم رغبتها في المخاطرة بتأجيلها أو إلغائها، عن المشاركة في احتجاجات شارع محمد محمود والاشتباكات التي اندلعت على مدى الأيام الخمسة التالية وأسفرت عن حوالي 47 متظاهرا قتلوا، وقد أجبرت أحداث العنف وغيرها من التجمعات ضد الحكم العسكري التي أعقبت ذلك جنرالات المجلس الأعلى للقوات المسلحة على إصدار جدول زمني في (22 نوفمبر/تشرين الثاني) للتخلي عن السلطة، وتمريرها إلى رئيس منتخب بحلول نهاية (يونيو/حزيران 2012)، واستمرت المظاهرات الواسعة النطاق المناهضة للقوات المسلحة في (25 نوفمبر/تشرين الثاني)، «يوم الشهداء»، ومن ناحية أخرى، ساهم قتال محمد محمود في ظهور الصدع بين «الإخوان» العازمة على الانضمام إلى الحكومة من خلال العملية الانتخابية، وغيرها من القوى «الثورية».
كانت الولايات المتحدة معادية للحركات الإسلامية منذ فترة طويلة قبل هجمات 11 سبتمبر، ويعود ذلك جزئيا إلى دعمها للحكام العلمانيين العرب المستبدين الذين كانوا يعتبرون ودودين تجاه المصالح الأمريكية، وكان البعض قلقًا بشأن الروابط الإرهابية المبلغ عنها للإسلاميين المصريين، ووفقا لميشيل دن، مستشارة مصر في المجلس الأطلسي، «إن حركة الإسلاميين في السياسة الرئيسية يجب أن تقلل من تهديد الإرهاب»، لكن «إذا فقدت الجماعات الإسلامية مثل جماعة الإخوان المسلمين ثقتهم في الديمقراطية، فقد يحدث ذلك عندها ستكون هناك عواقب وخيمة». أصبح الناقدون في الولايات المتحدة وفي أماكن أخرى قلقين من أن أي حكم محتمل يهيمن عليه الإخوان الذي قد يفرض بشكل كامل قانون الشريعة الإسلامية (المعترف به بالفعل بموجب دستور مصر) في الحياة الحكومية والعامة، على استبعاد الأفراد والجماعات التي تعتبر غير مناسبة لأسباب دينية صارمة. كان البعض قلقًا بشأن دور المرأة ووضعها.[a][b]، كان الالتزام المستقبلي بمعاهدة السلام بين مصر وإسرائيل وعلاقات مصر مع إسرائيل بشكل عام مصدرًا آخر للقلق.
وفي وقت صعود الرئيس مرسي، كان يُنظر إلى «الإخوان» على أنها جماعة متنوعة، وليست كتلة موحدة، وفضل البعض في القيادة العليا، مثل المليونير خيرت الشاطر، في حين أن الكثيرين في الطبقات الوسطى والدنيا من المنظمة سيعتبرونها قوة إصلاحية أو ثورية، ومن شأن التناقضات الداخلية داخل «الإخوان»، كما توقع أحد المعلقين، أن تضعهم في أزمة دائمة.

## الانتخابات البرلمانية ومكاسب الأحزاب الإسلامية وحل البرلمان
وقد جرت الانتخابات البرلمانية، التي مثل فيها الإخوان المسلمون من قبل حزب الحرية والعدالة، على عدة مراحل واستمرت من (تشرين الثاني/نوفمبر) 2011 إلى (كانون الثاني/يناير) 2012، وقد أُعلنت النتائج النهائية في (21 يناير/كانون الثاني)، وأشارت إلى تأييد الناخبين للأحزاب الإسلامية، التي حصل فيها حزب الحرية والعدالة على 47.2% من أصوات الناخبين وحزب النور الأكثر محافظة على 24.3%. وتخلفت التشكيلات السياسية الأخرى، بما في ذلك بعض الجهات الأكثر نشاطاً في حركة الاحتجاج في الشوارع، حيث كانت 7.6% لحزب الوفد الجديد و6.8% للكتلة المصرية، وأصبح سعد الكتاتني من حزب الحرية والعدالة رئيساً للجمعية الجديدة. ولتولي المنصب المحايد، استقال من جماعة الإخوان المسلمين. وعقدت الجلسة الافتتاحية للبرلمان في 23 يناير.
وحاول البرلمان المنتخب السيطرة على الحكومة المؤقتة التي عينها الجيش برئاسة رئيس الوزراء كمال الجنزوري، ووفقاً لبيان صادر عن رئيس مجلس النواب سعد الكتاتني في (مارس/آذار)، فإن الجنزوري قد وجه تهديداً بحل الجمعية قضائياً إذا استمر البرلمانيون وتراجع البرلمان.
في 14 يونيو، أي قبل يومين من الجولة الثانية والأخيرة من الانتخابات الرئاسية، أعلنت المحكمة الدستورية العليا في مصر، نقلاً عن أوجه القصور الإجرائية، أن التصويت البرلماني غير دستوري، مما يعد بمثابة إبطال لنتائجها فيما يتعلق بمجلس النواب بالبرلمان، تسبب قرار المحكمة في إظهار الغضب العلني وتفسيره من قبل الكثيرين على أنه انقلاب فعال ومحاولة من المجلس العسكري الحاكم لتجنب تقاسم السلطة مع الأحزاب الإسلامية وجماعة الإخوان المسلمين على وجه الخصوص، وأعلن رئيس مجلس الشعب سعد الكتاتني (مجلس النواب المنحل) عزمه وتصميمه على إعادة البرلمان المنتخب.
وقد نفذ المجلس العسكري للمجلس الأعلى للقوات المسلحة على الفور حكم المحكمة بإصدار أمر بحل مجلسي البرلمان والمطالبة بسلطات تشريعية واسعة لنفسه.[c]، وقد تم «تجميع البرلمان الذي تم إلغاؤه بشق الأنفس على مدى أشهر من الانتخابات وأشاد به المجتمع الدولي كانتصار للديمقراطية». ووفقاً لجمال عيد، وهو محام في مجال حقوق الإنسان، فإن المحكمة الدستورية، التي يعمل فيها قضاة موالون لمبارك، قد استرشدت في السنوات الأخيرة باعتبارات سياسية.
عندما تم إعلان القرار قبل يومين من الجولة الأخيرة من الانتخابات الرئاسية، تم الإعراب عن مخاوف من أن المؤسسة الحاكمة كانت متوقعة فوز محمد مرسي؛ بهدف حرمان الرئيس المستقبلي من العناصر الأساسية التي تقوم عليها سلطته، وكان أول عنصر منتخب ديمقراطياً في الهياكل الحكومية الجديدة في مصر يجري «إبطاله» من قبل الجهاز البيروقراطي لنظام مبارك، وهي خطوة يبدو من المؤكد أنها موضع خلاف عنيف.
فالسلطات التعسفية (تشكيل الدستور، والسلطة التشريعية، والتنفيذية وغيرها) التي يمارسها المجلس العسكري لم تجتذب التدقيق القانوني أو دفعت السلطة القضائية إلى إصدار أحكام بشأن صحتها أو دستوريتها، وكان الانقلاب العسكري ساري المفعول منذ (11 فبراير/شباط)2011، عندما أطيح بمبارك وحل محله جنرالاته، ولكن في ذلك الوقت لم يلاحظ الجمهور المهيب، وربما أراد المجلس العسكري ترك الحكم اليومي، ولكن فقط بعد أن تم تأمين وحماية مصالحهم وامتيازاتهم وسيطرتهم النهائية على صنع القرار في مصر، وذلك بضمانات قانونية وسياسية ودستورية.
في (17 يونيو/حزيران) 2012، التقى رئيس مجلس النواب سعد الكتاتني مع المجلس العسكري لتسليم رسالة بعدم دستورية حل البرلمان، ومع ذلك، ووفقاً لمستشار سياسي لـ «الإخوان»، أنه لا يمكن حل البرلمان من حيث المبدأ، فإن الحلول التوفيقية العملية كانت ممكنة، حيث أنه لم يكن هناك مشكلة بالنسبة لـ «الإخوان» للمشاركة في جولة جديدة من الانتخابات البرلمانية".
وعلى الرغم من أن الانفصال بين البرلمان المنتخب والجنرالات الحاكمين كان نتيجة للخلافات السياسية (بدءاً من محاولة البرلمان الفاشلة لعزل رئيس الوزراء)، إلا أن قادة «الإخوان» اعترفوا بصحة الأسباب التقنية للمحكمة الدستورية لإلغاء نتائج الانتخابات: استخدام الأحزاب للمخصصات الفردية لخوض قائمة المرشحين للقوائم الحزبية (ثلث المجموع)، ومع ذلك، رأت جماعة «الإخوان» أن الطريقة الصحيحة لمواصلة العملية الديمقراطية هي تكرار انتخابات المقاعد المعنية، أو على الأكثر، اختيار مجلس النواب بأكمله مرة أخرى في إطار جدول زمني متسارع.

## صياغة دستور الجمعية
وفي مصر ما بعد مبارك، التي يحكمها في المقام الأول المجلس العسكري للمجلس الأعلى للقوات المسلحة، عملت الحكومة بموجب دستور مؤقت تمت الموافقة على أجزاء منه في استفتاء عام 2011، وكان البرلمان المصري المنتخب، الذي تهيمن عليه الأحزاب الإسلامية، يعمل على تشكيل الجمعية التأسيسية المصرية المؤلفة من 100 عضو، لتمكينها من صياغة دستور دائم جديد، وقد قوبلت محاولات البرلمان المبكرة لتشكيل اللجنة بمعارضة شديدة (وفي أبريل/نيسان 2012، تم الطعن بنجاح في المحكمة). من قبل الجماعات غير الإسلامية التي تطالب بتمثيل أوسع نطاقاً، لضمان حماية التنوع وحقوق الأقليات، بما في ذلك أولئك من توجههم أكثر علمانية، والنساء والشباب، ولإنهاء المشاحنات، منح المجلس العسكري السياسيين في (5 حزيران/يونيو) مهلة 48 ساعة للتوصل إلى اتفاق بشأن الجمعية، وإلا، هدد الجنرالات، بأنهم سيصدرون قواعد التمثيل بأنفسهم.
وبموجب الاتفاق الجديد الذي أعلن عنه قريبا، تم تخصيص 39 مقعدا لأعضاء البرلمان (مجلس الشعب)، بما يتناسب مع القوة العددية للأحزاب الممثلة، مما سيعطي حزب الحرية والعدالة 16 مقعدا، وخصصت المقاعد المتبقية لمصالح مجتمعية أخرى معترف بها، بما في ذلك العلماء المسلمون والمسيحيون الدينيون والدستوريون وغيرهم من العلماء، والقوات المسلحة، والشرطة، والقضاء، والنقابات العمالية (13 مقعداً) وغيرها، وتتخذ قرارات الفريق بأغلبية 67 عضوا، وتخفض إلى 57 عضوا في حالة الجمود، وطلب رئيس المجلس الأعلى للقوات المسلحة، المشير محمد حسين طنطاوي، من البرلمان عقد اجتماع لاختيار الأعضاء الفعليين في الهيئة.
في 8 يونيو، طلب رئيس مجلس الإدارة سعد الكتاتني من مختلف المؤسسات وا الأطراف المعنية تقديم ترشيحاتها لأعضاء الجمعية الدستورية، للسماح لمجلسي البرلمان بالتصرف بناء على طلباتهم خلال الجلسة الخاصة المشتركة يوم 12 يونيو، كان حزب المصريين الأحرار وحلفائهم الليبراليين واليساريين من الكتلة المصرية قد خرجوا من العملية يوم 11 يونيو، واشتكوا من الإفراط في التمثيل المزعوم للإسلاميين واتهام المجلس العسكري والإخوان بفساد العملية السياسية.
تم تعيين اللجنة الدستورية من قبل المشرعين في 12 يونيو، وتم نشر أسماء الأعضاء على موقع حزب الحرية والعدالة، وتم تفويضه بصياغة دستور خلال ستة أشهر، ثم يتم إقرار الوثيقة المقترحة في استفتاء وطني، كان من المتوقع أن يحدد الميثاق القضايا الأساسية، بما في ذلك صلاحيات الرئاسة، والبرلمان، ومدى تطبيق الشريعة الإسلامية رسميًا.
وهددت الجمعية التأسيسية التي أعيد تأسيسها باتخاذ إجراء قانوني جديد، وأثار حل مجلس الشعب (المجلس الأدنى)، الذي أمرت به المحكمة في 14 يونيو، مزيدًا من الشكوك حول صلاحية هيئة كتابة الدستور على المدى الطويل، والذي أنشأه البرلمان.، وكانت الجمعية التأسيسية مقيدة، ولكن تم تأييدها المشروط من قبل المجلس الأعلى للقوات المسلحة في "الإعلان الدستوري" الصادر في 17 يونيو.
في 18 يونيو، انتخب المجلس حسام الغرياني، رئيس المجلس القضائي الأعلى في مصر، لرئاسة الهيئة. في 26 يونيو، هدد بالاستقالة بسبب خلافات حول قيادته، لكن تم التصويت عليه بالإجماع تقريبا، تقرر استبدال أعضاء الجمعية الذين يستقيلون بمرشحين بديلين بعد موافقة الجمعية، جادل أعضاء الجمعية بأن المحكمة الإدارية، المقرر أن تبت في صلاحية الجمعية، تفتقر إلى الاختصاص في قضيتهم.
في 26 يونيو، أرجأت المحكمة الإدارية العليا قرارها بشأن الوضع القانوني للجمعية حتى 4 سبتمبر، وربما أعطت الهيئة الوقت الكافي لإنهاء الدستور قبل الحكم، أقر المجلس لوائحه الداخلية التي تم بموجبها إنشاء أربع لجان دائمة متخصصة: المبادئ الأساسية للدولة والحقوق والحريات ونظام الحكم والهيئات الرقابية والتنظيمية، كما تم إنشاء لجنة لتلقي الاقتراحات والتحدث إلى مختلف قطاعات المجتمع المصري ولجنة للصياغة واللغة. وأذن بإنشاء موقع على شبكة الإنترنت للحصول على اقتراحات من المواطنين.

## الإنتخابات الرئاسية واستبعاد المرشحين وفوز محمد مرسي
في البداية، أعلنت جماعة الإخوان المسلمين، الناجحة في الإنتخابات البرلمانية، عن عدم وجود نية في تعيين مرشح للمسابقة الرئاسية المقرر إجراؤها في مايو 2012، ولكن المنظمة قررت في نهاية المطاف المشاركة، وفي 31 مارس/آذار، تم اختيار خيرت الشاطر، أحد قادة الجماعة وخبيرها المالي، وهو رجل أعمال ناجح وسجين سياسي سابق في عهد مبارك، لخوض الانتخابات كمرشح لحزب الحرية والعدالة.
في 14 أبريل، قامت اللجنة العليا للانتخابات في مصر باستبعاد 10 من المرشحين للرئاسة البالغ عددهم 23 مرشحًا لأسباب مختلفة، ومن بينهم خيرت الشاطر، كما مُنع عمر سليمان نائب الرئيس السابق لمبارك ورئيس المخابرات المثير للجدل والإسلامي السلفي حازم صلاح أبو إسماعيل من الترشح، استند إقصاء الشاطر إلى الحكم والعفو الذي تلقاه في محاكمة ذات دوافع سياسية تعود إلى رئاسة مبارك، قضى خلالها ما مجموعة 12 عامًا في السجن. مُنح المرشحون 48 ساعة للطعن في نفس الهيئة.
أثار قرار اللجنة شكوكاً بشأن مصداقية ونزاهة العملية الانتخابية، التي تجري خلال الأوقات الانتقالية المتقلبة، حيث تسيطر القيادة العسكرية على الأحداث أو تحاول السيطرة عليها، وفي حين يعتقد البعض أن إجراءات اللجنة الانتخابية لها ما يبررها قانوناً، فإن آخرين شككوا في وجود دوافع سياسية، مثل الرغبة في مواجهة النفوذ المتزايد للحركات الإسلامية، أو ربما منع جماعة «الإخوان المسلمين»، المهيمنة بالفعل في البرلمان، من تقديم ترشيح رئاسي ناجح محتمل، ويمثل المرشحون الذين تم عزلهم القوى السياسية المعارضة (يبدو أن السباق يهيمن عليه الإسلاميون من جهة، والمسؤولون السابقون الأكثر علمانية في حكومة مبارك، الذين يعتقد أن المجلس العسكري الحالي يفضلهم، من جهة أخرى) وقرارات اللجنة كانت تستند ظاهريًا إلى أسباب فنية ضيقة، وفي غضون ذلك، منع البرلمان المنتخب مؤخراً مشاركة كبار المسؤولين في نظام مبارك السابق كمرشحين للرئاسة المصرية، لكن الأثر العملي وصحة التشريع كانا في أحسن الأحوال موضع شك، بسبب سحب الجمعية من الحرب مع الشكوك العسكرية والدستورية.
وقد تمكن حزب الحرية والعدالة من دخول مرشحه الاحتياطي، رئيس الحزب محمد مرسي، وهو أستاذ هندسة حاصل على درجة الدكتوراه من جامعة جنوب كاليفورنيا، والزعيم السابق لمجموعة صغيرة من نواب الإخوان (2000-2005) المسموح بها في عهد مبارك، وكان مرسي، الذي لم يكن معروفاً عموماً، قد أمضى في وقت لاحق بعض الوقت في سجون مبارك.
وتحدث رجل الدين المصري صفوت حجازي في تجمع إعلان مرشح جماعة الإخوان المسلمين مرسي وأعرب عن أمله وإيمانه بأن مرسي سيحرر غزة، ويستعيد خلافة "الولايات المتحدة العربية" وعاصمتها القدس، وأن "صرختنا ستكون: "الملايين من الشهداء يسيرون نحو القدس". لم يردد مرسي نفسه هذه التصريحات، ووعد في وقت لاحق بالوقوف إلى جانب العلاقات السلمية مع إسرائيل.
يبدو أن قرارات لجنة الانتخابات، التي تم تأييدها بالكامل بعد الاستئنافات، جعلت الانتخابات أقل استقطابًا وربما حسنت من فرص المرشحين الذين يتم اعتبارهم خارج التيارين الرئيسيين، مثل عبد المنعم أبو الفتوح، المصلح الليبرالي سابقًا لجماعة الإخوان المسلمين، أو عمرو موسى، وزير الخارجية السابق والأمين العام لجامعة الدول العربية. كان من المتوقع أن يستفيد أحمد شفيق، قائد القوات الجوية ورئيس الوزراء السابق خلال الانتفاضة الأخيرة، من تنحية عمر سليمان والحصول على تصويت من يدعمون إنشاء أو يتخوفون من تدهور الاقتصاد وانهيار الأمن، ويلقي اللوم على الاضطراب الناجم عن الثورة.
وقد جرى التصويت في 23 و24 أيار/مايو، وكان المجلس الأعلى للقوات المسلحة الحاكم قد وعد بإجراء انتخابات نزيهة تؤدي إلى عودة الحكم المدني، ويراقب العملية الانتخابية قائده المشير محمد حسين طنطاوي، ومع ذلك، فإن محتوى الدستور المقبل غير معروف، ومن غير الواضح ما هي السلطات التي سيتمتع بها الرئيس المقبل، أو إلى أي مدى يتخلى الجيش عن السلطة السياسية.
وكانت النتائج خيبة أمل مريرة لأولئك الذين في مصر والخارج، الذين أعربوا عن أملهم في أن يؤدي تدخل اللجنة الانتخابية إلى تغيير النتيجة المتوقعة. وجاء محمد مرسي في المرتبة الأولى بنسبة 25% من الأصوات، يليه أحمد شفيق (24٪)، حمدين صباحي من حزب الكرامة الناصري اليساري (21٪)، عبد المنعم أبو الفتوح (17٪) وعمرو موسى (11%)
وقبل جولة الإعادة، كانت هناك دعوات، في البرلمان وفي أماكن أخرى، لجماعة الإخوان المسلمين لزيادة شموليتها، ولأكبر الأصوات في الانتخابات الرئاسية، بخلاف رئيس وزراء مبارك الأخير؛ لتشكيل جبهة موحدة، وإلى القوى الثورية، التي لم يكن العديد من ناشطيها راضين عن الخيار المتاح، لتعبئة وانتخاب الرئيس ومساعدته على الضغط على المجلس الأعلى للقوات المسلحة، وكان فوز مرسي في الجولة الأولى أكثر إقناعاً من الناحية العددية لو لم يتم تقسيم الأصوات الإسلامية بينه وبين المرشحين الآخرين. من بين الفصائل الإصلاحية التي أيدت على مضض محمد مرسي.
وفي وقت الجولة الأخيرة من الانتخابات الرئاسية، أعلن المجلس العسكري للمجلس الأعلى للقوات المسلحة صراحة منح السلطات التشريعية والدستورية في الكتابة لأنفسهم، وعزمه على الاحتفاظ بها حتى بعد انتخاب رئيس جديد، واجه الناخبون المصريون خياراً متميزاً وغير مستقر: احتمال صراع طويل على السلطة، إذا تم انتخاب محمد مرسي، أو استمرار أكثر سلاسة على الأرجح للنظام القديم (العودة إلى «الاستقرار»، الذي يسعى إليه الكثيرون من المتضررين سلباً من الثورة)، إذا فاز أحمد شفيق، وخلال الأيام الأخيرة من الحملة الانتخابية، حظي كل مرشح بدعم تنظيمي جيد، من قبل الشبكات المحلية لـ «الإخوان»، أو من قبل جهاز حزب مبارك السابق، بدعم من الجيش الحاكم. وأصدرت جماعة الإخوان بيانا ً لتعبئة أتباعها وغيرهم، مطالبة بإجراء استفتاء وطني حول وضع البرلمان المنحل، متهمة المجلس العسكري الحاكم باستباق الحكومة المدنية الموعودة بتدابير استبدادية وارتكاب «انقلاب ضد المسيرة الديمقراطية برمتها».
في وقت مبكر من يوم 18 يونيو/حزيران، توقع الإخوان فوز محمد مرسي، مرسي في تصريحاته ألزم نفسه بتمثيل جميع المصريين، بغض النظر عمن صوتوا، وأعلن بشكل خاص دعمه لحقوق أعضاء الكنيسة القبطية أكبر أقلية مسيحية في مصر، كما توقع المتحدث باسم السيد شفيق فوز مرشحه.
وكانت اللجنة الانتخابية قد أعلنت تأجيل إعلان الفائز في الانتخابات يوم 20 يونيو قبل يوم واحد من صدور حكمها المتوقع، وقال المسؤولون إنهم بحاجة إلى مزيد من الوقت للتحقيق في التقارير عن إساءة استخدام الأصوات و«عرض طعون المرشحين»، وكانت عملية فرز الأصوات علنية وأكدت وسائل الإعلام الرسمية فوز مرسي، لكن أحمد شفيق أضاف إلى عدم الاستقرار بإعلانه نفسه فائزاً، واعتُبر تأخير اللجنة استمراراً لسياسة الأزمة وصراعاً على السلطة وتعبيراً عن الضغط الذي يمارسه النظام على «الإخوان»، الذين شاركوا في مظاهرات جديدة في الشوارع.
واعتبر الإخوان شفيق والجيش والقضاء عناصر من التحالف تحمي النظام القديم وتحاول منع التغيير الانتخابي، ولكن عرقلة فوز مرسي تتطلب «تغييرات عدوانية وهائلة في النتائج النهائية»، أعلن كبار قادة الإخوان، بمن فيهم خيرت الشاطر، التراجع عن حكم المحكمة بشأن البرلمان المنتخب والإعلان الدستوري الجديد للجيش (17 يونيو/حزيران) بأنه غير قابل للتفاوض، في حين ظهر بعض الكوادر الأصغر سناً في التنظيم حريصة على اتخاذ على الجيش. غير أن قادة «الإخوان» دخلوا في مفاوضات مستمرة مع المجلس العسكري الحاكم من وراء الكواليس واعتبر بعض الناشطين الآخرين من الأوساط الليبرالية والعلمانية في الانتفاضة رئاسة شفيق أقل شراً. ويدرك الجانبان التكلفة البشرية والاقتصادية الهائلة للمواجهة الشاملة المتجددة، وقد تكون وزارة الداخلية وكبار القضاة والقادة العسكريين وغيرهم قد تفاوضوا مع الإخوان بشأن مختلف الضمانات لمؤسساتهم وأنفسهم التي طالبوا بها.
تظاهر عشرات الآلاف، بمن فيهم الإخوان ونشطاء حركة 6 أبريل، في ميدان التحرير في القاهرة في الفترة 19-22 يونيو، وائل غنيم أحد القادة الرئيسيين للثورة، كان من بين الشخصيات العامة التي أعلنت تأييدها لمحمد مرسي، والذي عقد مؤتمرا صحفيا، بدأت حملة تشهير إعلامية ضد جماعة الإخوان المسلمين، وهي أداة تقليدية لوسائل الإعلام الحكومية، وانضم إليها الآن الكثيرون في وسائل الإعلام الخاصة، تم تنظيم مظاهرات مضادة من قبل أنصار ترشيح أحمد شفيق، الذي قدم نفسه على استعداد لقبول «النصر»، واعتبر بعض الناشطين الآخرين من الأوساط الليبرالية والعلمانية في الانتفاضة رئاسة شفيق أقل شراً، وتم تنظيم «جبهة وطنية» من قبل جماعة الإخوان المسلمين مع الليبراليين على استعداد للمشاركة، وأعلنت لجنة الانتخابات عن نيتها الإعلان عن الفائز يوم الأحد 24 يونيو.
تم إعلان فوز مرسي بالفعل بنسبة 51.73٪ من الأصوات (أكثر من 13 مليون صوت) على الرغم من أن الهامش كان صغيراً نسبياً، فقد جاء بعد انتصارات التعددية السابقة لحزب الإخوان في مجلسي البرلمان، وقد أدت إمكانية مثل هذه الحملة الانتخابية إلى اتهام الإسلاميين، المهيمنين أيضًا في الجمعية الدستورية، بالرغبة في احتكار السياسة المصرية، حشود من المؤيدين المبتهجين ملأت شوارع القاهرة بعد الإعلان الرسمي، بعد النصر، لتمثيل جميع المصريين، استقال مرسي من عضويته في جماعة الإخوان المسلمين وحزب الحرية والعدالة، ووعد الرئيس الجديد باحترام الاتفاقيات الدولية لمصر وحماية حقوق النساء والأطفال والأقلية المسيحية ومع ذلك، في الوقت الحالي، بدا أن الرئاسة كانت مجرد منصب رئيس، بسبب التصريحات الأخيرة لقادة الجيش الحاكم.
ومع الارتقاء بمحمد مرسي إلى الرئاسة، كان المجتمع المصري مستقطباً بشدة، وكان أكثر من 48% ممن صوتوا لصالح أحمد شفيق يمثلون تحالفاً ناشئاً من الحرس القديم من النظام الاستبدادي و«الليبراليين العلمانيين»، الذين كافح العديد منهم خلال الأشهر الماضية للإطاحة بنفس النظام، لقد رأوا الآن أن جماعة الإخوان تشكل تهديداً للدولة المدنية، وهي منظمة تخطط لفرض الحكم الديني و«اتهمت الإخوان» بـ «اختطاف الثورة».

## تولي المجلس العسكري صلاحيات واسعة
في 13 يونيو، صدر مرسوم عسكري مفوض للجنود بالقبض على المدنيين، لمحاكمتهم في المحاكم العسكرية، حتى يتم إقرار الدستور الجديد.
مع انتهاء التصويت الرئاسي وكان المصريون ينتظرون نتائجه الرسمية، أصدر المجلس الأعلى للقوات المسلحة في 17 يونيو إعلانًا دستوريًا. منح فيه نفسه بشكل تعسفي صلاحيات موسعة، بما في ذلك صياغة الدستور، وغيرها من سلطة الرقابة وحق النقض بعد أن يتولى الرئيس الجديد منصبه، كان المجلس الأعلى للقوات المسلحة قد وعد من قبل بنقل كامل للحكم المدني بعد اكتمال العملية الانتخابية (كان 30 يونيو هو التاريخ المحدد).
وقد يكون الدافع وراء إدخال التغييرات هو الرغبة في منع الرئيس المنتخب حديثاً من أن يصبح تلقائياً رئيساً للمجلس الأعلى للقوات المسلحة وفقاً لقانون قائم، وقد قام الرئيس مبارك بهذا الدور قبل مغادرته.
وقد منح المرسوم، الذي تضمن ثمانية تعديلات على الإعلان السابق (آذار/مارس 2011)، الجيش حكماً ذاتياً كاملاً وأعفاه من الرقابة المدنية، وتولى قيادة القوات العسكرية رئيس المجلس الأعلى للقوات المسلحة المشير محمد حسين طنطاوي (وزير الدفاع منذ عام 1991)، وسيختار المجلس العسكري الحاكم قادته.
وقد أيدت الجمعية التأسيسية، التي تعمل على الدستور الجديد وسط شكوك بشأن مركزها، بشكل مشروط، حيث تعرض عملها لاعتراضات من عدة مصادر محتملة ولحكم ملزم من المحكمة الدستورية العليا، المحكمة التي أعلنت بطلان الانتخابات البرلمانية، وإذا واجهت الجمعية «عقبة» حالت دون استمرارها، فإن المجلس الأعلى للقوات المسلحة سيختار بنفسه جمعية تأسيسية جديدة.
وأعلن المجلس الأعلى للقوات المسلحة عن إجراء انتخابات برلمانية جديدة بعد شهر من إقرار الدستور الجديد في استفتاء، مما حاول إنهاء مسألة البرلمان المنتخب حالياً، وحتى الانتخابات، سيتولى المجلس الأعلى للقوات المسلحة المسؤوليات التشريعية بنفسه.
الرئيس الجديد، الذي يتصرف بموجب المرسوم العسكري، سيعيّن نواب الرئيس والحكومة ويقترح الميزانية والقوانين ويصدر العفو. وسيرأس مجلس الأمن القومي الاستشاري.
وقد رفضت جماعة الإخوان المسلمين الإعلان العسكري، الذي يُنظر إليه على أنه «استيلاء على السلطة»، على الفور، وأزعج نشطاء حقوق الإنسان وغيرهم من المراقبين التطورات المصرية. في 19 يونيو/حزيران، دعت جماعة الإخوان المسلمين إلى احتجاجات جماهيرية في جميع أنحاء مصر.
وعقد عضوان من المجلس الأعلى للقوات المسلحة أول مؤتمر صحفي للجيش قبيل الانتخابات الرئاسية، وادعى الجنرالات أنهم أعربوا عن أسفهم لحل البرلمان، ولكنهم أجبروا على ذلك بحكم المحكمة، ولم يرغبوا في الاحتفاظ بالسلطة لفترة أطول من اللازم، الا ان المجلس العسكري اتخذ مزيدا من التحركات لتعزيز سلطته بما في ذلك الإعلان عن اختياره وتسمية رئيس أركان الرئيس الجديد.
ومع ذلك، فإن حكومة الولايات المتحدة، التي تربطها علاقات إستراتيجية قوية وتقدم دعماً مالياً كبيراً للجيش المصري، في الوقت الذي كانت فيه حذرة من السلطة الإسلامية، قد حثت المجلس الأعلى للقوات المسلحة والسلطات المصرية الأخرى مراراً وتكراراً على نقل السلطة السياسية بالكامل إلى حكومة مدنية، وفقا لنتائج العمليات الديمقراطية الحالية.
وفي 26 يونيو/حزيران، علقت المحكمة الإدارية في القاهرة المرسوم الذي يسمح للجيش باعتقال المدنيين، ووصفت جماعات حقوق الإنسان القرار المنقض بأنه «تحايل صارخ على النهاية الرسمية لحالة الطوارئ».

## الصراع على السلطة بعد الانتخابات الرئاسية
فاز محمد مرسي، المرشح المدعوم من جماعة الإخوان المسلمين، في الانتخابات الرئاسية المصرية، وفقا ً للنتائج التي أعلنتها اللجنة الانتخابية في 24 يونيو/حزيران 2012، ويُعتقد أن مرسي يمثل الجناح الأكبر سناً والأكثر محافظة في «الإخوان»، ويشتبه المعارضون في رغبته في فرض ثيوقراطية أصولية، وقد أنكر هو نفسه أي نوايا من هذا القبيل وتعهد بتمثيل جميع المصريين على قدم المساواة، وأعلن تأييده لمعاهدة السلام بين مصر وإسرائيل وغيرها من الالتزامات الدولية.
تم تهنئة الرئيس المنتخب من قبل المارشال محمد حسين طنطاوي، رئيس مجلس المجلس الأعلى للقوات المسلحة، لكن بدون وجود دستور دائم وبرلمان حالي، وبإشراف علني صريح من قبل الجيش، لم يكن من الواضح مقدار القوة الحقيقية التي سيحصل عليها.
في 24 يونيو، ألقى مرسي أول خطاب علني له، وأكد أن «الثورة ستستمر حتى يتم تحقيق جميع أهدافها»، معربًا عن تقديره لكل من القوات المسلحة والقضاة ويجب أن يعمل القضاء «بشكل حقيقي وصادق بشكل منفصل عن السلطات التنفيذية والتشريعية»، وأشار إلى المصريين كمسلمين ومسيحيين وأكد من جديد تفانيه في تعزيز الحريات وحقوق الإنسان وحقوق النساء والأطفال.
ومن بين «التحديات الهائلة» التي واجهها الرئيس مرسي، الانقسام السياسي في مصر إلى نصفين تقريبًا، تركة الفساد، الفقر، البطالة، وتدهور الوضع الاقتصادي والاستقرار منذ الثورة، بينما تدهور الوضع الأمني مع تزايد جرائم العنف، كان على مرسي التعامل مع الأجهزة الأمنية التي تخصصت لعقود من الزمن في قمع جماعة الإخوان المسلمين، وكان عليه أن يضاهي رغبته البراغماتية في إقامة علاقات عمل جيدة مع الولايات المتحدة وإسرائيل مع حاجة إقليمية (وسياسة الإخوان طويلة الأمد) لإقامة علاقة أكثر توازناً مع إيران، والتي تبنتها القوى الغربية موقفا عدائيا.
ومع حل البرلمان، قرر المجلس العسكري أن يؤدي مرسي اليمين الدستورية كرئيس أمام المحكمة الدستورية العليا في 30 يونيو/حزيران. وفي الوقت الذي استمرت فيه الاحتجاجات المناهضة للمجلس الأعلى للقوات المسلحة، أُعلن أن رئيس المجلس، المشير حسين طنطاوي، سيبقى وزيراً للدفاع في عهد الرئيس الجديد.
وقبل يوم واحد من أداء مرسي اليمين الدستورية، تحدث مرسي إلى حشد من المؤيدين في ميدان التحرير في القاهرة، وأدى اليمين الرمزية أمامهم وأعلن أن الشعب المصري، وليس المؤسسة، هو مصدر شرعيته، ومع ذلك، أرجأ مرسي إلى الواقع السياسي في الوقت الراهن ووافق على أداء اليمين أمام المحكمة العليا، وليس أمام البرلمان المعاد تنصيبه، كما طالب «الإخوان».
وفي وقت تنصيب مرسي، كان نظام الرئيس السابق مبارك لا يزال سليماً إلى حد كبير، ويُنظر إليه على أنه غير مستعد على الأرجح للتعاون الكامل مع الرئيس الجديد، وكانت المواجهة الوشيكة تلوح في الأفق بسبب دفعة من مجلس النواب المنتخب الذي أقيل من منصبه، الذي وعد به مرسي بالفعل، ومع ذلك، أصر مجلس المجلس الأعلى للقوات المسلحة على أن السلطة يتم تسليمها إلى الرئيس المنتخب والسلطة المدنية، كما وعدوا.
أول إسلامي انتخب لقيادة دولة عربية، في تصريحاته التي أدلى بها أمام الجمهور الرسمي بعد أداء الرئيس مرسي اليمين الدستورية لم يذكر الشريعة الإسلامية، وأثنى على المشير طنطاوي لدوره في المرحلة الانتقالية، لكنه قال إن الجيش سيعود إلى دوره في حماية حدود البلاد وأمنها، لكن السلطة التنفيذية والتشريعية التي سبق أن أعلن عنها المجلس الأعلى للقوات المسلحة ظلت سليمة، إلى أن تم وضع الدستور الجديد والبرلمان، وأفادت التقارير أن الجنرالات يريدون التأكد من أن مصر تتحول إلى دولة مدنية، وليس دينية، وليس «تحتكرها أي جماعة أو اتجاه».
وفي 1 يوليو/تموز، أمر مرسي بتشكيل لجنة لمناقشة وضع المحتجزين، وذُكر أن الرئيس يبحث بنشاط عن سبل لاستعادة مجلس النواب في البرلمان والإفراج عن المحتجزين السياسيين غير الجنائيين.
أصدر الرئيس مرسوماً في 5 يوليو/تموز، يدعو فيه إلى إنشاء لجنة مكلفة بالتحقيق في عمليات قتل المشاركين غير المسلحين والسلمية في الانتفاضة (حتى نهاية يونيو/حزيران) على يد أجهزة الأمن الحكومية، وقد تمت تبرئة بعض ضباط وزارة الداخلية في قرار مثير للجدل صادر عن المحكمة في يونيو/حزيران، عندما حُكم على حسني مبارك وحبيب العادلي بالسجن مدى الحياة، ويبدو أن التصدي للإفلات العام من العقاب من جانب الجيش والشرطة يشكل تحدياً لسلطة الجيش الحاكم.
وفي 8 يوليو/تموز، أصدر الرئيس مرسي مرسوماً رئاسياً بإعادة مجلس الشعب المنحل، وبعد يومين، رفضت المحكمة الدستورية العليا المرسوم، وهي نفس المحكمة التي كانت قد أبطلت في السابق (في 14 يونيو/حزيران) انتخاب مجلس النواب.
كان أمر الرئيس الجديد يمثل تحديًا مفتوحًا لكبار السلطات المصرية والعسكرية والقضائية، وكلتاهما عالقة منذ فترة طويلة من حكم مبارك.، منذ الإطاحة بالديكتاتور، وتواطؤا من أجل منع الانتصارات الانتخابية الإسلامية أو التنفيذ الكامل لنتائج الانتخابات بدا أن حل البرلمان يرضي الكثير من العلمانيين والليبراليين والمسيحيين المصريين الذين شعروا بالقلق من انتصار الإخوان، ولم يطعن مرسي بشكل مباشر في قرار محكمة 14 يونيو، بل ألغى الأمر التنفيذي للمجلس الأعلى للقضاة بحل مجلس النواب بالبرلمان الذي أعقب ذلك تنفيذاً لقرار المحكمة.
عد الأمر الرئاسي بإعادة عقد البرلمان، عقد المجلس العسكري للمجلس الأعلى للقوات المسلحة، والذي لم يتم تحذيره مسبقًا، جلسة طارئة، كما أصدر مرسي قرارًا بإجراء انتخابات برلمانية جديدة في غضون 60 يومًا من اعتماد الدستور الجديد، وهي خطوة توفيقية تهدف إلى تقصير ولاية البرلمان الذي يتعرض لانتقادات كثيرة والاعتراف بطلب المحكمة تشكيل هيئة منتخبة حديثًا، في وقت المرسوم، كان العمل على الدستور لا يزال في مراحله الأولى، تم استدعاء الجلسة الطارئة للمحكمة الدستورية العليا في 9 يوليو لمراجعة مشروعية خطوة الرئيس.
وقد أكدت المحكمة من جديد بالفعل حكمها السابق باعتباره "نهائياً وملزماً، ودافع المجلس الأعلى للقوات المسلحة عن مرسومه الصادر في يونيو/حزيران باعتباره إجراءً ضرورياً بالنيابة عن قرار المحكمة، وتوقعت أن تحترم "جميع مؤسسات الدولة" جميع "إعلاناتها الدستورية"، كما رفعت قضايا عديدة ضد مرسي أمام المحكمة الإدارية التي من المتوقع أن تنقض المرسوم الرئاسي.
وراء كل الحجج القانونية التي قدمها المعلقون من الجانبين، رأى «مسابقة قاسية من أجل التفوق»، «مبارزة بين الإخوان والجيش»، «قتالًا بين المنظمة الإسلامية الأقدم والأكثر نفوذاً في البلاد ومعيّني الرئيس المخلوع حسني مبارك»، والصراع الأساسي بين«الأجزاء المنتخبة، وغير المنتخبة من الدولة» لقد فهم البعض أن الرئيس مرسي لا يمكن أن ينجح بدون البرلمان.
في يوم الاثنين 9 يوليو، بدأت شرطة مكافحة الشغب والحراس المحيطون بمبنى البرلمان في السماح للمشرعين بالداخل، دعت جماعة الإخوان المسلمين إلى احتجاج «مليون رجل» يوم الثلاثاء، في حين أعلن رئيس مجلس الشعب سعد الكتاتني عن تجمع عام للبرلمانيين في ذلك اليوم.

## قادة المجلس الأعلى للقوات المسلحة يُجبرون على التقاعد
في 12 أغسطس 2012، في تطور غير متوقع إلى حد كبير، أجبر الرئيس مرسي كبار جنرالات المجلس الأعلى للقوات المسلحة على التقاعد، بقيادة محمد حسين طنطاوي وسامي حافظ عنان، اللذين كانا يحكمان البلاد منذ ترشيح الرئيس مبارك،كما أبطل مرسي «الإعلان الدستوري» الذي سبق أن فرضه المجلس العسكري لتوسيع صلاحيات القادة العسكريين وتقليص سلطات الرئاسة والمطالبة بالسلطة التشريعية وغيرها، وعمل مرسي فيما بعد بصفته الرئاسية، بينما كانت قضايا الدستور الجديد والبرلمان محل خلاف، وفي نوفمبر 2012، تم تكريم مرسي لترتيب هدنة في النزاع المسلح الفلسطيني المتصاعد بين حركة حماس الحاكمة في غزة وإسرائيل.

## تولي الرئيس مرسي مؤقتاً للسلطة الدستورية الكاملة والضغط من أجل دستور جديد
وفي 23 أكتوبر/تشرين الأول 2012، أحالت المحكمة الإدارية قضية الجمعية التأسيسية إلى المحكمة الدستورية العليا، مما أدى إلى مزيد من التأخير والتشكيك في حل الجدل الدائر في الجمعية، وعانت الجمعية التأسيسية من الخلافات المستمرة والاستقالات الاحتجاجية للعديد من أعضائها غير الإسلاميين.
أصدر الرئيس مرسي في 22 نوفمبر/تشرين الثاني 2012، (وهو مهدد بالجمود الناجم عن احتمال إبطال القضاء في عهد مبارك للجمعية التأسيسية)، ثاني إعلان دستوري رئيسي له، وتولى الرئيس سلطات إضافية كاسحة اعتبرها ضرورية لاستكمال عملية إرساء الديمقراطية، ومنح الجمعية التأسيسية شهرين إضافيين لإنهاء عملهم بشأن الدستور الجديد وحماية الهيئة من أي تدخل قضائي، وعُيِّن مدع عام جديد وأُلغيت الدعاوى القضائية المرفوعة ضد قرارات الرئيس السابقة، وقد أُعلنت قرارات مرسي نهائيا إلى حين الموافقة على الدستور وانتخاب مجلس شعبي جديد، وقد أثار المرسوم الرئاسي المظاهرات الجارية بالفعل في الشوارع، التي نظمها المعارضون الذين رأوا إعلان الرئيس بمثابة «استيلاء على السلطة»، وجعلوا المزيد من المواجهات بين جماعة الإخوان المسلمين وحلفائهم السابقين، وبالنظر إلى الانقسام الوطني الحقيقي حول الدستور وبشكل أعم حول الحكم الإسلامي المحتمل (صوت ما يقرب من نصف الناخبين في الانتخابات الرئاسية لصالح أحمد شفيق، وهو سياسي مرتبط بالنظام القديم)، والمؤسسة القضائية والجديدة، وشكل الحلفاء العلمانيون الذين ينتمون عادة إلى الطبقات الأكثر ثراءً في المجتمع المصري، جبهة معارضة هائلة للإسلاميين.
وقد أكملت الجمعية التأسيسية، التي تم تخفيضها بانسحاب أعضائها غير الإسلاميين، اقتراح الدستور على عجل، وفي 29 نوفمبر/تشرين الثاني 2012، قدمته إلى الرئيس مرسي للموافقة عليه وتحديد موعد التصويت على الوثيقة في الاستفتاء الوطني، وفي الأول من ديسمبر/كانون الأول، أعلن الرئيس أن 15 كانون الأول/ديسمبر هو موعد الاستفتاء، وسار مئات الآلاف في القاهرة دعماً لتحركاته. في الأيام التالية، أسفرت الاحتجاجات الجماهيرية والاشتباكات العنيفة بين مؤيدي مرسي ومعارضيه، الذين لم يرغبوا في إجراء التصويت على الدستور، عن عدد من القتلى. وشن العديد من وسائل الإعلام المصرية حملات حزبية ومناهضة لـ «الإخوان» ومناهضة لمرسي. وأحرقت مكاتب الإخوان في عدد من المواقع. في 8 ديسمبر، ألغى الرئيس إعلانه الدستوري ولكن ليس الاستفتاء على الدستور.

## الاستفتاء الدستوري
قد بدأ الاستفتاء على الدستور الجديد في 15 كانون الأول/ديسمبر، وكان من المقرر أن يستمر في الأسبوع التالي، ربما بسبب نقص القضاة الراغبين في المشاركة في الإشراف على العملية الانتخابية، واختار زعماء المعارضة الرئيسيون الدعوة إلى التصويت بـ «لا» بدلاً من الدعوة إلى مقاطعة الاستفتاء.
أعطت النتائج الرسمية، التي أعلنت في 25 ديسمبر، الدستور تأييد 63.8 ٪ من مجموع الأصوات المدلى بها (32.9 ٪ إقبال)، وقال النقاد إن الدستور لم يذكر العدالة الاجتماعية وأن النظام الضريبي لا يزال غير عادل، ولن يحل المشاكل الاجتماعية والاقتصادية للأشخاص الذين تسببوا في الثورة.، ويبدو أن إقرار الميثاق مهد الطريق لإجراء انتخابات برلمانية، أُعلن عن بدئها في أبريل 2013، ولكن سرعان ما أصبحت العملية متورطة في طعون المحكمة.

## أزمة في الذكرى الثانية للثورة
في وقت الذكرى السنوية الثانية للأحداث التي أشعلت الثورة المصرية عام 2011، تسببت سلسلة جديدة من المظاهرات العنيفة، التي كان يغذيها أيضًا حكم المحكمة المتطرفة، في مزيد من عدم الاستقرار، عبد الفتاح السيسي قائد القوات المسلحة، حذر من خطر انهيار الدولة.

## مرسي المعزول في انقلاب عسكري
وجرت مظاهرات جماهيرية جديدة في الذكرى السنوية الأولى للرئيس مرسي في منصبه، وطالب المتظاهرون باستقالته أو إقالته، رفض مرسي التنحي، لكن حكومته المنتخبة أطيح بها في انقلاب قاده الجنرال السيسي في 3 يوليو/تموز 2013، وشرعت السلطات الجديدة في اعتقال مسؤولين حكوميين وكبار قادة جماعة الإخوان المسلمين، ومن المتوقع أن يُتهم العديد منهم في محاكمات سياسية بتهمة «إهانة القضاء»، والتحريض على العنف واتهامات مماثلة، وأعرب أولئك الذين كانوا لا يزالون قادرين على الكلام عن عدم رغبتهم في التعاون مع نظام «المغتصب».
واعتبر الإبعاد القسري من الحكومة، ومن قبل نخب الأقلية، ومن السياسيين الإخوان المسلمين، الذين فازوا مع الإسلاميين الآخرين في ثلاث انتخابات وطنية متتالية (استفتاء برلماني ورئاسي ودستوري)، على أنه بعض سبب تطرف الحركات الإسلامية في مصر وأماكن أخرى، ولم تكن الانتخابات الشرعية في مصر ممكنة بعد الانقلاب، حتى لو قام شخص ما بمحاولة في هذا الاتجاه، ومع ذلك، فإن مثل هذه الخطوة غير محتملة، نظراً لأن «قيادة الجيش والقضاء والإعلام والمجتمع المدني في مصر قد أعاقت مراراً وتكراراً محاولات مرسي لإعادة انتخاب مجلس النواب في البرلمان أو دعوات للحوار لحل المأزق السياسي الذي دام عاماً».. لقد حاول الإسلاميون المشاركة الديمقراطية ولكن تم خيانتهم من قبل الإصلاحيين «الديمقراطيين»، وكما حذر بعض المعلقين، فإن الكثيرين يخلصون الآن إلى أن «الطريقة الوحيدة لإنشاء دولة إسلامية هي من خلال الكفاح المسلح». «تخفيف الأيديولوجية الإسلامية» قد لا يكون خياراً.
دخل ثوار الربيع العربي في مصر دائرة كاملة، للإطاحة بالنظام الاستبدادي، من خلال الجمع مع مؤسسته المحفوظة في محاولة لمنع الانتخابات، أو منع تنفيذ نتائج الانتخابات (غير المستساغة للمصلحين والمؤسسة). وقد تم ذلك بدرجات متفاوتة من النجاح، ولكن لم يسمح أبداً بإجراء الانتخابات الطويلة التي استغرقتها المحكمة في مجلس النواب، ثم أكمل الثوريون «المتمردين» تحولهم ومن خلال العمل المستمر والعنيد سهلوا عودة النظام الاستبدادي، الذي سيؤدي في الوقت المناسب لحدوث انتخابات مزيفة بنتيجة مضبوطة ومضمونة، وانتهت سياسة مصر الانتخابية بعد مبارك.
وقد أسفرت المواجهة بين متظاهري الإخوان وقوات الأمن عن مقتل أكثر من خمسين شخصاً في 8 يوليو/تموز، وأعلنت السلطات الجديدة عن جدول زمني مؤقت لإجراء انتخابات جديدة، وهي خطوة رفضتها قيادة «الإخوان» باعتبارها غير شرعية، وصدر أمر بالقبض على محمد بديع، المرشد الأعلى لجماعة «الإخوان».
وكان موقف جماعة «الإخوان المسلمين» ومؤيدي الرئيس مرسي هو أنه يجب إعادة تنصيبه، والمزيد من المظاهرات والعنف في الشوارع قد تم بحلول منتصف يوليو/تموز، وادعى النظام الجديد أنه عرض على جماعة «الإخوان المسلمين» مناصب في الحكومة، في حين أنه تصرف بملاحقات جنائية ضد قادة التنظيم وممتلكاته، رفضت الولايات المتحدة والعديد من الحكومات الأخرى، الحريصة على تحقيق الاستقرار في مصر، الاعتراف بوقوع انقلاب عسكري أو الإطاحة بحكومة مصرية منتخبة، وأعرب الكثيرون في وسائل الإعلام الغربية عن تناقض أو تأييد للانقلاب، ووصفه البعض بأنه «ديمقراطي»، ووصفت هيئة تحرير «كريستيان ساينس مونيتور» مصر بأنها «ديمقراطية شابة» و«ديمقراطية جديدة» في 16 يوليو/تموز 2013. قالت عائلة الرئيس مرسي إنه اختطف من قبل الجيش، واحتجز بمعزل عن العالم الخارجي لأسابيع، وكانوا يتخذون تدابير قانونية محلية ودولية تهدف إلى الحصول على الإفراج عنه، ووفقاً للتعليقات التي أدلى بها وزير الخارجية الأمريكي جون كيري في الأول من آب/أغسطس، كانت القيادة العسكرية المصرية «استعادة الديمقراطية» عندما أطاحت بأول رئيس منتخب بحرية في البلاد.

## يجب وقف الاعتداءات على المتظاهرين
بعد أسابيع من المظاهرات المتوترة المؤيدة لمرسي في القاهرة، تحركت قوات الأمن التابعة للنظام الجديد لتفريق المخيمات الكبيرة في 14 أغسطس/آب، حاولت الغارات المصرية التي شنها الجيش المصري في آب/أغسطس 2013، تحت قيادة السيسي، إزالة معسكرات أنصار الإخوان المسلمين من الحملات التي تُعقد في جميع أنحاء البلاد، وأدى ذلك إلى تصاعد سريع في العنف أدى في نهاية المطاف إلى مقتل 638 شخصا، منهم 595 مدنيا و43 من ضباط الشرطة، وأصيب ما لا يقل عن 994 3 شخصا.، مع الإبلاغ عن قتال جديد في جميع أنحاء البلاد، تم إعلان حالة الطوارئ لمدة شهر على مستوى البلاد. وسيطر النظام على معظم وسائل الإعلام وفي بثه الدعائي أشار باستمرار إلى أنصار الرئيس مرسي بأنهم «إرهابيون»، وتم الإبلاغ عن اعتقال محمد بديع، المرشد العام لجماعة الإخوان المسلمين، في 19 أغسطس.